# Frederick Orpen Bower
Frederick Orpen Bower FRS, PRSE (Ripon, 4 de novembro de 1855 — Ripon, 11 de abril de 1948) foi um botânico britânico.